# Pteris consanguinea
Pteris consanguinea là một loài thực vật có mạch trong họ Pteridaceae. Loài này được Mett. ex Kuhn miêu tả khoa học đầu tiên năm 1869.